# 津藩家臣団
この項目では津藩の家老及びその歴代当主一覧について述べる。

## 名張藤堂家
藩主一門。伊賀名張領主・1万5000石。維新後男爵。

### 歴代当主
→名張藤堂家の歴代当主を参照

## 藤堂出雲家
初代藩主・高虎の異母弟
藩主一門。津藩内・7000石

### 歴代当主
1. 藤堂高清（初代藩主・高虎の異母弟）
2. 藤堂高英
3. 藤堂高明
4. 藤堂高武
5. 藤堂高豊
6. 藤堂高文（高豊の養子）
7. 藤堂高周（高文の養子）
8. 藤堂高茂
9. 藤堂高芬
10. 藤堂高克

## 藤堂内匠家
藩主一門

### 歴代当主
1. 藤堂正高（初代藩主・高虎の異母弟）
2. 藤堂高義
3. 藤堂高隆
4. 藤堂高充
5. 藤堂高貞
6. 藤堂高溥
7. 藤堂高忠
8. 藤堂高包
9. 藤堂高愨
10. 藤堂高託
11. 藤堂高浚
12. 藤堂高粲
13. 藤堂高敞

## 藤堂仁右衛門家
藩主一門

### 歴代当主
1. 藤堂高刑（初代藩主・高虎の甥）
2. 藤堂高経
3. 藤堂高広
4. 藤堂高光
5. 藤堂高房
6. 藤堂高美
7. 藤堂高景
8. 藤堂高因
9. 藤堂高基
10. 藤堂高彰
11. 藤堂高覚
12. 藤堂高泰

## 藤堂数馬家
藩主一門

### 歴代当主
1. 藤堂光誠
2. 藤堂光明
3. 藤堂光名
4. 藤堂光信
5. 藤堂光模
6. 藤堂光寛
7. 藤堂光訓
8. 藤堂光徳

## 藤堂新七郎家
藩主一門・伊賀上野城代付5000石。

### 歴代当主
1. 藤堂良勝（初代藩主・高虎の従兄弟）
2. 藤堂良精
3. 藤堂良長
4. 藤堂良族
5. 藤堂良躬
6. 藤堂良聖
7. 藤堂良弼
8. 藤堂良得
9. 藤堂良規
10. 藤堂良資

## 藤堂采女家
藩主一門格（藤堂家臣・佐伯惟定の娘婿）、伊賀上野城代。

### 歴代当主
1. 藤堂元則（服部保長の曾孫）
2. 藤堂元住
3. 藤堂高稠
4. 藤堂元杜
5. 藤堂元福
6. 藤堂元長
7. 藤堂元孝
8. 藤堂元晋
9. 藤堂元施